# Welt der Wunder
Welt der Wunder ist ein deutscher TV-Sender (seit 2013) und Entwickler des ersten deutschen Metaverse (Launch 2021). Mit dem MILC-Projekt (Launch 2017) arbeitet die Marke an der Entwicklung eines internationalen Lizenzhandels digitaler Medieninhalte basierend auf der Blockchain-Technologie.

## Hintergrund
Welt der Wunder ging erstmals am 10. März 1996, damals noch beim Fernsehsender ProSieben, auf Sendung. Moderiert und produziert wurde die Sendung von Hendrik Hey, 2004 wurde sie zwischenzeitlich auch von Robert Biegert moderiert.
Nach Differenzen mit dem Fernsehsender wurde die Ausstrahlung 2004 beendet. Hendrik Hey wechselte zu RTL II, wo Welt der Wunder erstmals im Januar 2005 ausgestrahlt wurde.
ProSieben verklagte Hey und seine Produktionsfirma Welt der Wunder GmbH, verlor jedoch im Dezember 2004 vor dem Landgericht und im Juli 2005 auch letztinstanzlich vor dem Oberlandesgericht München. Der Markenname „Welt der Wunder“ wurde Produzent Hey zugesprochen und ProSieben untersagt, den Namen für eine eigene Sendung zu verwenden.
ProSieben setzte daraufhin gegen den Sendeplatz von Welt der Wunder bei RTL II (anfangs immer sonntags um 18.45 Uhr) eine Konkurrenz-Sendung unter dem Titel Wunderwelt Wissen, die jedoch Ende 2007 wieder abgesetzt wurde. Bereits in den ersten beiden Wochen konnte sich Welt der Wunder auf dem neuen Sendeplatz gegen Wunderwelt Wissen behaupten, wobei beide Sendungen gute Quoten vorweisen konnten.

## Free-TV-Sender
Am 16. Oktober 2013 begann die Ausstrahlung eines eigenen 24/7-Spartensenders mit dem Namen Welt der Wunder TV (oder kurz WdW TV). Er war frei über Astra empfangbar. Der Sender wirbt mit dem Slogan „Endlich was Interessantes!“. Er sollte nach und nach auch im Kabel verbreitet werden.
Die Planung eines eigenen Senders war bereits zwei Jahre zuvor angedeutet worden. Am 14. Oktober 2013 nahm der Sender den Probebetrieb über Astra 1L, Transponder 115 auf (12.663 MHz horizontal, 22.000 kSymbole, FEC 5/6), zwei Tage später begann das reguläre Programm.
Neue Folgen des Wissenschafts-Fernsehmagazins Welt der Wunder wurden seit dem 16. März 2015 bei Welt (früher N24) und N24 Doku ausgestrahlt. Mit dem Start des gleichnamigen Fernsehsenders (siehe oben) wurde die Sendung auf RTL II am 12. Januar 2014 abgesetzt und durch Columbus – Entdecke die Welt ersetzt, was am 19. Dezember 2013 zur Insolvenz der Produktionsfirma WdW Productions führte.
Kurz vor seinem 6. Geburtstag stellte der Sender am 4. Oktober 2019 seine Verbreitung im Kabelnetz von Unitymedia ein. Der Geschäftsführer Hendrik Hey begründete diesen Schritt mit den vergleichsweise hohen Einspeiseentgelten, schloss aber eine Wiedereinspeisung nicht aus, falls die Übernahme von Unitymedia durch Vodafone künftig günstigere Konditionen ermöglichen sollte.
Der SDTV-feed (576i) über DVB-S wurde zum 1. Januar 2023 eingestellt. Seitdem ist der TV-Sender Welt der Wunder via OTT und diversen Kabelnetzen empfangbar.

## Weitere Formate

Das Logo des IP-TV-Senders „wdwip.tv“

- Ableger: 7. August 2005 begann auf RTL II die Ausstrahlung des Ablegers Welt der Wunder – Schau Dich Schlau. Moderiert wurde die Sendung von Hendrik Hey und Joey Grit Winkler.[11] Vom September 2006 bis September 2014 hieß die Sendung nur noch Schau Dich Schlau und wurde weiterhin von Fero Andersen präsentiert.

- Abendshow: Im Mai 2010 wurde erstmals eine abendfüllende Show unter dem Titel Die große Welt der Wunder Wissensshow gesendet. In der von Hendrik Hey und Sonja Zietlow moderierten Sendung werden verschiedene Experimente vorgeführt und Wissensfragen gestellt, welche prominente Gäste beantworten müssen. Die erste Sendung wurde am Sonntagabend, dem 30. Mai 2010, zur Hauptsendezeit um 20:15 Uhr ausgestrahlt.[12][13]

- Internetfernsehen: Neben den Fernsehformaten wird mit wdwip.tv ein interaktiver IP-TV-Sender präsentiert, der zum Start werktags das zweistündige Format „Mainframe“ sendete. Es wurde unter anderem von den ehemaligen GIGA-Moderatoren der Welt-der-Wunder-Redaktion moderiert. Ab Juni 2008 wurden montags bis donnerstags auch einzelne Inhalte des Formates gesendet.[14] Im September 2008 folgte eine weitere Sendezeitumstellung; seitdem wird die Sendung einstündig von 17 bis 18 Uhr ausgestrahlt.[15]
- Der seit dem 12. September 2006 betriebene YouTube-Kanal hatte im Januar 2023 449.000 Abonnenten. In unregelmäßigen Abständen werden hier neue Videos veröffentlicht.
- Media Industry Licensing Content: seit Ende 2017 entwickelt Welt der Wunder mit dem MILC-Projekt[16] eine Plattform für die Erstellung, Verbreitung und Lizenzierung digitaler Medieninhalte unter Nutzung der Blockchain-Technologie.
- Das erste deutsche Metaverse[17]: die dreidimensionale Erlebniswelt in Form einer Stadt soll Medien-Professionals wie auch normalen Usern ein spannendes Erlebnis bieten. So sollen laut Hendrik Hey User dort schon bald mit ihrem eigenen Avatar mit anderen Usern interagieren und ein virtuelles Haus beziehen, einkaufen gehen oder Events besuchen können.  Für Profis soll u. a. ein nicht frei zugänglicher Content Handelsplatz für Filmlizenzen angeboten werden.

## Medien
- Print: Unter dem Titel Welt der Wunder wird neben Audio-CDs auch ein monatlich erscheinendes Wissensmagazin von der Bauer Media Group herausgegeben. Zunächst erschienen von März 1998 bis Januar 2000 insgesamt 22 Ausgaben mit einer Doppelausgabe für Oktober/November 1999. Mit der Doppelausgabe fand ein Verlagswechsel statt.[18] Die Zeitschrift erschien zweimonatlich, ab dem 20. März 2006 jeden Monat unter der Leitung des Chefredakteurs Uwe Bokelmann.[19] Die Neuauflage des Magazins erschien u. a. mit den Themen Medizin, Natur, Mensch, Technik, Zeitgeschehen, Wissenschaft und Geschichte.
- DVD-Reihe: Seit Anfang 2008 wird zudem eine DVD-Reihe unter dem Titel Welt der Wunder – Wissensthek herausgegeben.
- Computerspiele: Es erschienen insgesamt 2 Adventure-Spiele für PC und Mac, in denen der Spieler in die Rolle eines fiktiven Protagonisten schlüpft und durch das Lösen von Rätseln der Geschichte folgt. 2001 erschien das erste Spiel Welt der Wunder – eine Insel in Gefahr, ein weiteres Spiel gleicher Machart wurde mit dem Titel Welt der Wunder – Eine Stadt spielt verrückt veröffentlicht, welches mit dem deutschen Kindersoftwarepreis 2003 ausgezeichnet wurde.[20] Beide Spiele enthielten Texte und Videos aus der Welt der Wunder TV-Sendung und wurden daher als „Wissens-Adventure“ vermarktet.

## Innovationspreis

Das Logo des Preises

2005 wurde der Welt der Wunder Innovationspreis vergeben. Mit ihm sollten laut eigenen Angaben Menschen, Firmen oder Organisationen ausgezeichnet werden, die Wegweisendes für unsere Zukunft leisten. Bei der Preisverleihung wurden dabei zwei Kategorien unterschieden:
- Profis – teilnahmeberechtigt waren Personen ab 18 Jahren: Erfinder, Unternehmen, Organisationen.
- Jugend – teilnahmeberechtigt waren Personen zwischen 12 und 19 Jahren, wenn sie Schüler deutscher Schulen sind oder sich in einer beruflichen Ausbildung befinden.